# Schaefferia frutescens
Schaefferia frutescens är en benvedsväxtart som beskrevs av Nicolaus Joseph von Jacquin. Schaefferia frutescens ingår i släktet Schaefferia och familjen Celastraceae. Inga underarter finns listade.